# Dahlgreniella
Dahlgreniella es un género de foraminífero bentónico considerado un sinónimo posterior de Ovammina de la subfamilia Saccammininae, de la familia Saccamminidae, de la superfamilia Saccamminoidea, del suborden Saccamminina y del orden Astrorhizida. Su especie tipo era Dahlgrenia patagoniensis. Su rango cronoestratigráfico abarcaba el Holoceno.

## Discusión
Clasificaciones previas incluían Dahlgreniella en la superfamilia Astrorhizoidea, así como en el suborden Textulariina del orden Textulariida.

## Clasificación
Dahlgreniella incluye a la siguiente especie:
- Dahlgreniella patagoniensis